# Catherine Cortez Masto
Catherine Marie Cortez Masto (Las Vegas, Nevada, 29 maart 1964) is een Amerikaanse advocate en politica die sinds 2017 de staat Nevada vertegenwoordigt in de Senaat van de Verenigde Staten. Ze is lid van de Democratische Partij en was van 2007 tot 2015 de procureur-generaal van Nevada. 
Cortez Masto behaalde een bachelor bedrijfswetenschappen aan de University of Nevada, Reno en een graad in de rechten aan de Gonzaga University School of Law. Ze werkte vier jaar als civiel advocaat in Las Vegas en twee jaar als officier van justitie in Washington, DC, tot ze in 2006 werd verkozen tot procureur-generaal van Nevada. Ze kwam kon in 2014 niet voor een tweede keer herkozen worden vanwege wettelijke beperkingen. 
Cortez Masto versloeg ternauwernood de Republikein Joe Heck bij de verkiezing voor de vervanging van de vertrekkende Democratische senator Harry Reid, en werd de eerste vrouw die werd gekozen om Nevada te vertegenwoordigen in de Senaat en de eerste latina die werd gekozen. Ze trad op 3 januari 2017 aan. 

## Vroege leven
Cortez Masto werd geboren in Las Vegas, Nevada, als dochter van Joanna Musso en Manny Cortez. Haar vader was lange tijd hoofd van de "Las Vegas Convention and Visitors Authority" en diende als Clark County "Commissioner" en als advocaat voor het district. Manny Cortez, nu overleden, en Harry Reid hadden een langdurige vriendschap. Haar vader is van Mexicaanse en haar moeder is van Italiaanse afkomst. Haar grootvader van vaders kant, Eduardo Cortez, emigreerde vanuit Chihuahua, Mexico naar Nevada.

## Onderwijs en juridische carrière
Cortez Masto behaalde een Bachelor of Science in Business Administration in Finance aan de University of Nevada, Reno in 1986 en een JD (doctor in de rechten) aan Gonzaga University in 1990.
Ze werd toegelaten tot de State Bar van Nevada in 1990, die van het federaal gerechtshof (district van Nevada) in 1991 en die van het federaal hof van beroep (negende district) in 1994. Ze is getrouwd met Paul Masto, een voormalige special agent in de geheime dienst.
Haar carrière omvat vier jaar als civiel advocaat in Las Vegas en twee jaar als officier van justitie in Washington, DC. Ze was ook de stafchef van de toenmalige gouverneur van Nevada, Bob Miller.
In november 2003 werd Cortez Masto benoemd tot executive vice chancellor van het Nevada System of Higher Education. Er was enige controverse omdat ze rechtstreeks werd aangenomen door de bestuursvoorzitter, niet door de raad van regenten; de kanselier zei dat de regenten hadden aanbevolen om een assistent in te huren, en in december stemde het bestuur unaniem om haar jaarsalaris van $ 215.000 goed te keuren.

## Procureur-generaal van Nevada

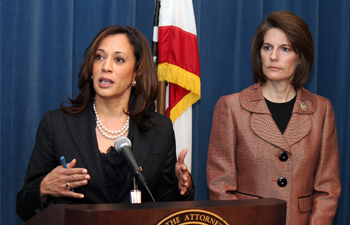
Cortez Masto met de toenmalige procureur-generaal van Californië, Kamala Harris, in december 2011.

Cortez Masto was de Democratische kandidaat voor procureur-generaal in 2006 en versloeg de Republikeinse kandidaat Don Chairez met 59% tegen 36%. Ze werd herkozen in 2010 en versloeg de Republikein Travis Barrick met 52% tot 36%. In 2009 startte het kantoor van Cortez Masto een onderzoek naar Brian Krolicki, de toenmalige Republikeinse luitenant-gouverneur van Nevada. Krolicki werd veroordeeld wegens beschuldigingen dat hij het Nevada College Savings Trust Fund verkeerd had behandeld toen hij penningmeester van de staat was. Tijdens het onderzoek ontdekte het Las Vegas Review-Journal dat de echtgenoot van Cortez Masto, Paul, van plan was vier dagen voordat het kantoor van de procureur-generaal Krolicki zou vervolgen, een fondsenwervingsfeest te organiseren voor Robert S. Randazzo, een democratische kandidaat voor luitenant-gouverneur. Cortez Masto zei dat ze niet op de hoogte was van de fondsenwervingsactiviteit. De aanklachten tegen Krolicki werden uiteindelijk afgewezen in de Clark County District Court.
In 2010 begon het kantoor van Cortez Masto met het onderzoeken van Bank of America, waarbij de bank werd beschuldigd van het verhogen van de rentetarieven voor zwakke leners. Haar kantoor probeerde de deelname van Nevada aan een schikking te beëindigen om de bank te vervolgen wegens misleidende marketing- en kredietpraktijken. Bank of America ontkende enige misstand. De rechtszaak werd in 2012 geschikt voor $ 750 miljoen.
Cortez Masto verdedigde de staat in de rechtszaak Sevcik v. Sandoval. De rechtszaak betwistte de ontkenning van het homohuwelijk door Nevada, zoals verboden door de grondwet en de wet van de staat. Na aanvankelijk het verbod op het homohuwelijk te hebben verdedigd, gaven Cortez Masto en de staat hun verdediging op in het licht van een uitspraak van het Amerikaanse Hof van Beroep voor het Negende Circuit.

## Amerikaanse Senaat

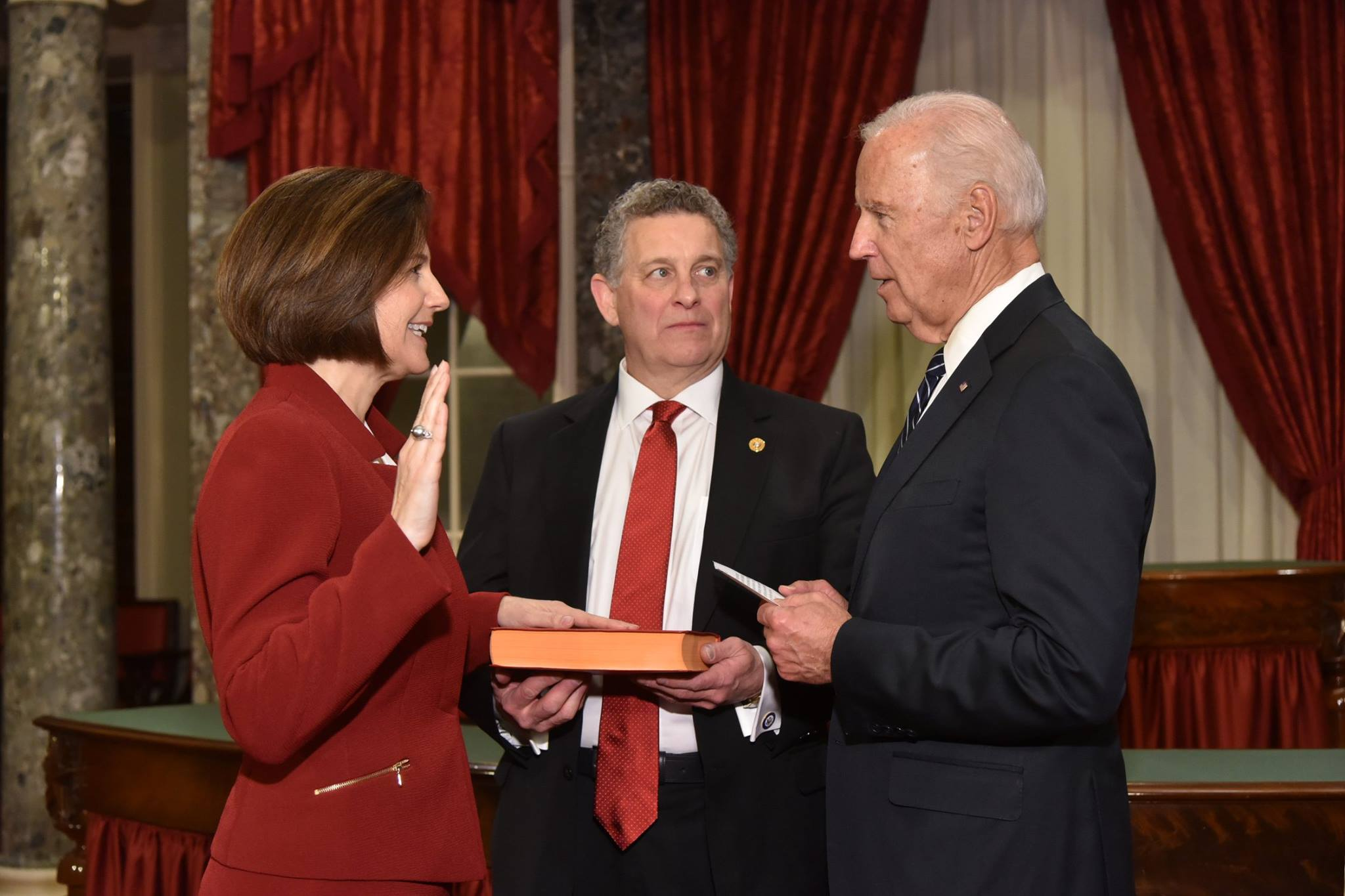
Catherine Cortez Masto wordt beëdigd als Amerikaanse senator door vice-president Joe Biden.

### Verkiezingen
Cortez Masto koos er in 2014 voor om zich niet verkiesbaar te stellen als gouverneur van Nevada. Toen de Amerikaanse senator Harry Reid besloot zich in 2016 niet herkiesbaar te stellen, ondersteunde hij de kandidatuur van Cortez Masto als zijn opvolger. Haar campagne leunde sterk op de politieke infrastructuur die Reid had opgebouwd. Haar tegenstander was het lid van het federale Huis van Afgevaardigden Joe Heck.
Cortez Masto, die investeringen in technologie voor hernieuwbare energie ondersteunt, werd ondersteund door de League of Conservation Voters. Ze werd ook financieel ondersteund door End Citizens United, een politiek actiecomité dat de beslissing in de zaak rond Citizens United ongedaan wil maken, en pro-choice groepen zoals EMILY's List en Planned Parenthood.
Cortez Masto verwierf 47% van de stemmen tegen 45% voor Heck. Terwijl Heck de meerderheid verwierf in 16 districten en district-equivalenten van Nevada, won Cortez Masto Clark County, waar meer dan 70% van de bevolking woont, met bijna drie maal haar staatswijde marge van 27.000 stemmen. Ze trad op 3 januari 2017 aan en werd de eerste latina in de Senaat.